# Edward Sabine
Sir Edward Sabine, född 14 oktober 1788 i Dublin, död 26 maj 1883 i East Sheen vid London, var en brittisk (irländsk) militär, fysiker, astronom och forskningsresande.
Sabine utbildades i Marlow och vid Krigsakademien i Woolwich. Han var stationerad i Gibraltar under spanska självständighetskriget och deltog i 1812 års krig mot USA. Han återvände därefter till England och övergick till forskningsverksamhet. Han tilldelades generalmajors grad 1859.
Han gjorde viktiga iakttagelser rörande jordmagnetismen och pendelsvängningarna, dels under John Ross och William Edward Parrys arktiska expeditioner 1818–1819, dels under andra av honom själv ledda expeditioner till Afrika, Amerika, Grönland och Svalbard. Han ordnade ett system av magnetiska observatorier i olika delar av Brittiska imperiet och ägnade en stor del av sitt liv åt ledningen av dessa samt bearbetningen av deras resultat. Hans flesta avhandlingar publicerades i "Philosophical Transactions". Åren 1861–1871 var han president i Royal Society. Han tilldelades Copleymedaljen 1821,  Lalandepriset 1826, Royal Medal 1849 och invaldes som utländsk ledamot av svenska Vetenskapsakademien 1867.